# Айсбах (Штирия)
Айсбах (нем. Eisbach) — коммуна в Австрии, в федеральной земле Штирия.
Входит в состав округа Грац.  Население составляет 2903 человека (на 15 мая 2001 года). Занимает площадь 41,45 км².

## Политическая ситуация
Бургомистр коммуны — Эвальд Хаберзак (СДПА) по результатам выборов 2005 года.
Совет представителей коммуны (нем. Gemeinderat) состоит из 15 мест.
- СДПА занимает 7 мест.
- АПС занимает 7 мест.
- АНП занимает 1 место.